# Stazione di Palagiano-Chiatona
Stazione di Palagiano-Chiatona vasútállomás Olaszországban, Puglia régióban, Palagiano településen.

## Vasútvonalak
Az állomást az alábbi vasútvonalak érintik:
- Jonica-vasútvonal

## Kapcsolódó állomások
A vasútállomáshoz az alábbi állomások vannak a legközelebb: 
- Stazione di Taranto
- Stazione di Castellaneta Marina